# Anaheim
Anaheim és una ciutat ubicada al comtat d'Orange a l'estat de Califòrnia, Estats Units d'Amèrica, de 348.467 habitants i amb una densitat de poc més de 2.700 per km². Anaheim és la ciutat més poblada del seu comtat, la 10a de Califòrnia i la 54a del país. Actualment Curt Pringle n'és l'alcalde.

## Personatges il·lustres
- Leo Fender (1909-1991), dissenyador d'instruments musicals, desenvolupà inicialment l'empresa Fender.
- Delmer Berg (1915), granger comunista, brigadista internacional a la Guerra civil espanyola.
- Jeff Buckley (1966-1997), guitarrista i cantautor.
- Milo Ventimiglia (1977), actor de cinema i sèries de televisió.
- Ashley Benson (1989), model i actriu de cinema i sèries de televisió.
- Rebecca Black (1997), cantautora de pop.

## Ciutats agermanades
- Mito, Japó
- Vitòria, País Basc
- Orlando, Estats Units